# 東酒田駅
東酒田駅（ひがしさかたえき）は、山形県酒田市大字大町出雲にある、東日本旅客鉄道（JR東日本）羽越本線の駅である。
余目駅から乗り入れる陸羽西線の列車も停車するが、2022年（令和4年）5月以降はバス代行となっている。代行バスについては「陸羽西線#バス代行輸送」を参照。

## 歴史
- 1944年（昭和19年）3月31日：日本国有鉄道（国鉄）羽越本線の東酒田信号場として新設[2]。
- 1958年（昭和33年）12月25日：東酒田駅へ昇格[2]。旅客駅[2]。同時に駅舎を設置[新聞 1]。
- 1972年（昭和47年）9月1日：荷物扱いを廃止[3]。無人化[4]。
- 1987年（昭和62年）4月1日：国鉄分割民営化により、東日本旅客鉄道の駅となる[2]。
- 2019年（令和元年）6月18日：山形県沖地震により駅ホームが損傷[新聞 2]。
- 2022年（令和4年）5月14日：高屋道路の（仮称）高屋トンネル建設関連工事に伴い、陸羽西線ならびに同線からの羽越本線直通列車が運行休止、バス代行となる[報道 1]。
- 2024年（令和6年）10月1日：えきねっとQチケのサービスを開始[1][報道 2]。

## 駅構造
単式ホーム2面2線を有する地上駅で、互いのホームは跨線橋で連絡している。以前は単式ホーム1面1線・島式ホーム1面2線であったが、島式ホームの内側が撤去された。水田地帯にあるため、利用者は非常に少ない。駅舎は開駅と同時に設置されたコンクリートブロック造平屋建てのものである。
酒田駅管理の無人駅である。

### のりば
| 番線 | 路線                        | 方向 | 行先           |
| ---- | --------------------------- | ---- | -------------- |
| 1    | ■羽越本線 （■陸羽西線含む） | 下り | 酒田・秋田方面 |
| 2    | ■羽越本線                   | 上り | 鶴岡・新津方面 |
| 2    | ■陸羽西線                   | 上り | 新庄方面       |

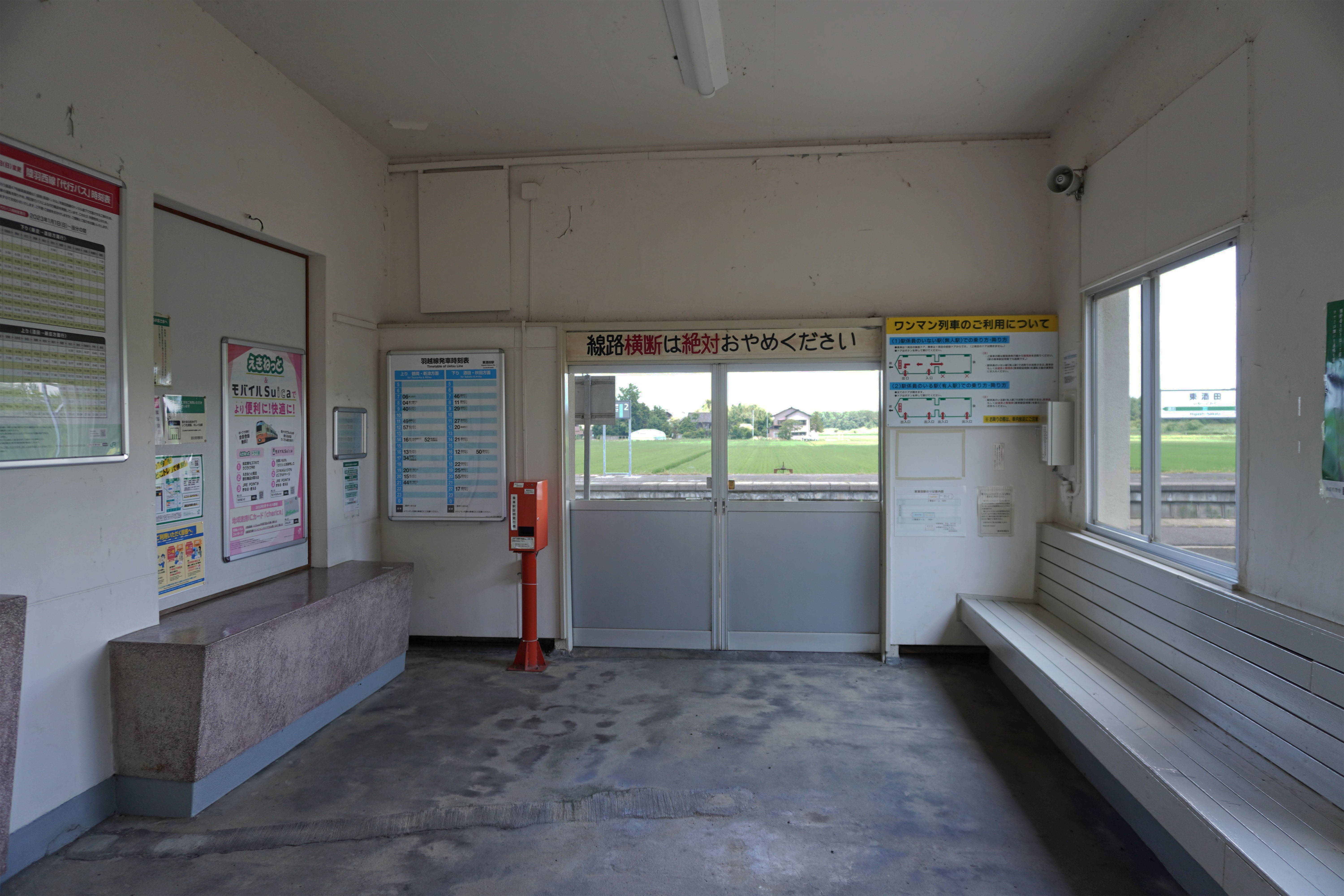
駅舎内（2023年7月）
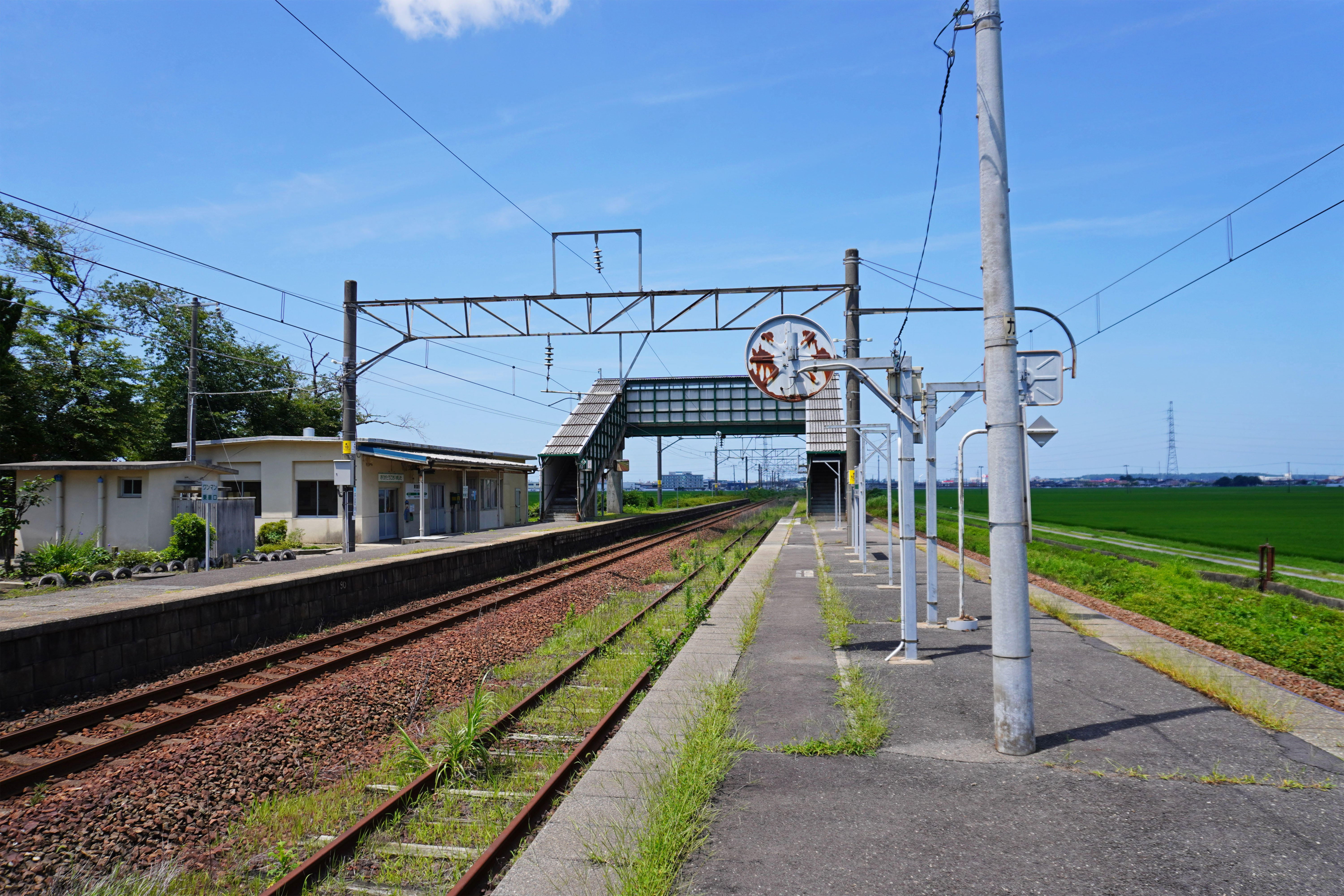
ホーム（2023年7月）

## 利用状況
「山形県の鉄道輸送」によると、2000年度（平成12年度）- 2004年度（平成16年度）の1日平均乗車人員の推移は以下のとおりであった。
| 乗車人員推移       | 乗車人員推移     | 乗車人員推移 |
| 年度               | 1日平均 乗車人員 | 出典         |
| ------------------ | ---------------- | ------------ |
| 2000年（平成12年） | 4                | [ 6 ]        |
| 2001年（平成13年） | 10               | [ 6 ]        |
| 2002年（平成14年） | 14               | [ 6 ]        |
| 2003年（平成15年） | 11               | [ 6 ]        |
| 2004年（平成16年） | 9                | [ 6 ]        |

## 駅周辺
周辺には民家が数軒あるものの、それ以外は広大な水田地帯が広がるのみとなっている。
前述の陸羽西線代行バスは、駅から離れた国道47号上にバス停留所を設けている。

## 隣の駅
東日本旅客鉄道（JR東日本）
■羽越本線・■陸羽西線（余目駅 - 酒田駅間は羽越本線）
砂越駅 - 東酒田駅 - 酒田駅

### 報道発表資料
1. 1 2  『国土交通省による「（仮称）高屋トンネル」の施工に伴う陸羽西線全線の運転取りやめとバスによる代行輸送のお知らせ』（PDF）（プレスリリース）JR東日本仙台支社、2022年3月24日。2022年5月13日閲覧。
2. ↑  『Suicaエリア外もチケットレスで! 東北エリアから「えきねっとQチケ」がはじまります』（PDF）（プレスリリース）東日本旅客鉄道、2024年7月11日。オリジナルの2024年7月11日時点におけるアーカイブ。2024年8月11日閲覧。

### 新聞記事
1. 1 2  「見附駅等ぞくぞく新駅舎誕生」『交通新聞』交通協力会、1958年12月19日、2面。
2. ↑  「新幹線、1万人に影響 19日は朝から平常運行」『日本経済新聞』日本経済新聞社、2019年6月19日。2020年12月27日閲覧。